# سید محمدصادق طباطبایی
سید محمدصادق طباطبایی (۱۲۶۰ – ۳ دی ۱۳۴۰ تهران) مؤسس حزب اعتدالیون، رئیس و نماینده مجلس شورای ملی و فرزند سیدمحمد طباطبایی سنگلجی از رهبران جنبش مشروطیت ایران است.

## زندگی
سید محمدصادق از کودکی در سامرا عثمانی (عراق کنونی) به شاگردی پدر و دیگر استادان تحصیل کرد. در سال ۱۲۷۲ خورشیدی به اتفاق پدر به تهران مراجعت کرد. در سال ۱۲۷۸ که پدرش اقدام به تأسیس مدرسه اسلامی با نام اسلام کرد، وی را به مدیریت مدرسه گماشت. وی دلیل عدم تأسیس مدارس دخترانه را در ان زمان عدم وجود اداره نظمیه و پلیس و وجود اشرار، مانع تراشی جوانان و جاهلان و نبود قوانین اساسی و وجود استبداد می‌دانست
در ایام اوج‌گیری جنبش مشروطیت، سید محمدصادق به مساعدت پدر وارد در مبارزه شد. پس از استقرار مشروطیت و در مجلس اول روزنامه مجلس را به مدیریت خود و سردبیری ادیب الممالک فراهانی از سوم آذر ۱۲۸۵ منتشر کرد. در دوران استبداد صغیر از ایران تبعید شد و مدتی را در اروپا گذراند. پس از آن از مشهد وکیل مجلس دوم و از تهران وکیل مجلس سوم و از شهریار و ساوجبلاغ وکیل مجلس چهارم شد. وی مؤسس و رهبر حزب اجتماعیون اعتدالیون در ادوار مجلس بود.
طباطبائی در دوره پنجم نیز به نمایندگی تهران انتخاب شد اما نمایندگی را نپذیرفت و به مجلس نرفت و در سال ۱۳۰۳ به سفارت ایران در ترکیه اعزام شد. در ترکیه لباس روحانیت را کنار گذاشت و مکلا شد. در سال ۱۳۲۲ در مجلس چهاردهم بار دیگر به نمایندگی تهران انتخاب شد. در نخستین نشست مجلس در ششم اسفند ۱۳۲۲  امیر اسعد بختیاری به ریاست موقت مجلس انتخاب شد اما پس از تصویب اعتبارنامه‌ها و رسمیت یافتن مجلس در ششمین نشست مجلس که ۲۳ اسفند برای انتخاب هیئت رئیسه دائمی برگزار شد،  امیر اسعد بختیاری خود را نامزد ریاست نکرد و نمایندگان جناح اکثریت به جای او سید محمدصادق طباطبائی را به ریاست برگزیدند. طباطبایی در کنار محمدرضا بهبهانی از افرادی بود که خدمات بسیار زیادی به انگلیس در کودتا علیه دولت مصدق به عهده داشتند. طباطبایی مصدق را فردی غشی که دچار اختلال مغزی ناشی از سلفیس است توصیف می‌کند.
طباطبائی در سال ۱۳۲۸ به ریاست مجلس مؤسسان دوم برگزیده شد که در اصول ۴۴ و ۴۸ قانون اساسی بازنگری کرد. در سال ۱۳۳۲ به سناتوری دوره دوم مجلس سنا انتخاب شد و سرانجام در سوم دی ۱۳۴۰ خورشیدی درگذشت و در آرامگاه خانوادگی در نزدیکی حرم عبدالعظیم، آرامگاه سرقبر آقا به خاک سپرده شد.